# Oildale (Leave Me Alone)
«Oildale (Leave Me Alone)» es una canción de la banda estadounidense de nu metal Korn. Fue lanzado el 4 de mayo de 2010 como el primer sencillo de su noveno álbum de estudio Korn III: Remember Who You Are, editado en julio de 2010. Este fue el primer sencillo con el nuevo baterista Ray Luzier quien reemplaza a David Silveria.
La canción fue interpretada en Jimmy Kimmel Live! el 14 de julio de 2010.

## Estructura
En un artículo de Roadrunner Records se afirmó que "'Oildale (Leave Me Alone)' vibra con una guitarra inquietantemente limpia que poco a poco da paso a un bajo arrollador y un asalto de riffs".

## Video musical
El vídeo de "Oildale (Leave Me Alone)" se emitió el 31 de mayo en MTV2. El vídeo muestra a un niño que vive en la ciudad de Oildale, California, asolada por la pobreza. A lo largo del video, se muestra al niño recolectando dinero, paseando en bicicleta por la ciudad y se muestran destellos de las otras residencias, mientras se ve a Korn actuando en un campo petrolífero y en un callejón frente a las ruinas de una casa quemada. Además, hay una referencia directa a la portada del primer álbum, donde dos hombres pelean junto a un columpio mientras una niña mira y aparentemente es secuestrada por el vencedor.

## Posicionamiento en lista
| Lista (2010)                         | Posición |
| ------------------------------------ | -------- |
| Australia (ARIA)                     | 89       |
| República Checa Rock (IFPI)          | 4        |
| US Alternative Songs (Billboard)     | 29       |
| US Rock Songs (Billboard)            | 26       |
| US Mainstream Rock Songs (Billboard) | 10       |